# Кінабалу (національний парк)
Парк Кінабалу (малай. Taman Kinabalu), створений як один з перших національних парків Малайзії в 1964 році, є першим в Малайзії об'єктом Світової спадщини, відзначеним ЮНЕСКО в грудні 2000 року за його «видатні універсальні цінності» і роль як одну з найважливіших біологічних ділянок в світі з більш ніж 4500 видами флори і фауни, в тому числі 326 видів птахів, близько 100 видів ссавців і понад 110 видів равликів.
Розташований на західному узбережжі Сабага, малайзійської частини Борнео, він займає площу 754 кв. км. навколо гори Кінабалу, що з висотою 4 095,2 м.н.м. є найвищою горою на острові Борнео.
Парк є одним з найпопулярніших туристичних місць в Сабагу і Малайзії в цілому. Напр. у 1967 році парк відвідали більш 987 653 відвідувачів і 43 430 альпіністів.

## Історія
Британський колоніальний адміністратор і натураліст Г'ю Лоу очолив експедицію в регіон з Туарану в 1851 році. Він також став першою відомою людиною, яка досягла вершини гори Кінабалу. Найвищий пік гори був пізніше названий його ім'ям —пік Лоу.
Територія була визнана національним парком в 1964 році.
Парк визнаний як Парк спадщини Асоціації Націй Південносхідної Азії (англ. Association for Southeast Asian Nations (ASEAN) Heritage Park).

## Географія
Парк Кінабалу розташований на хребті Крокера на західному узбережжі Сабага. Він розташований в районі Ранау, в межах області Західне Узбережжя. Парк не слід плутати з Національним парком «Хребет Крокера», який є окремим парком на південь від парку Кінабалу.
Штаб-квартира знаходиться на південній межі парку Кінабалу на висоті 1 563 м.н.м. у в 88 кілометрах від міста Кота-Кінабалу; у бік штаб-квартири парку ведуть асфальтовані дороги з інших місць Сабага. 

## Управління та характеристики парку

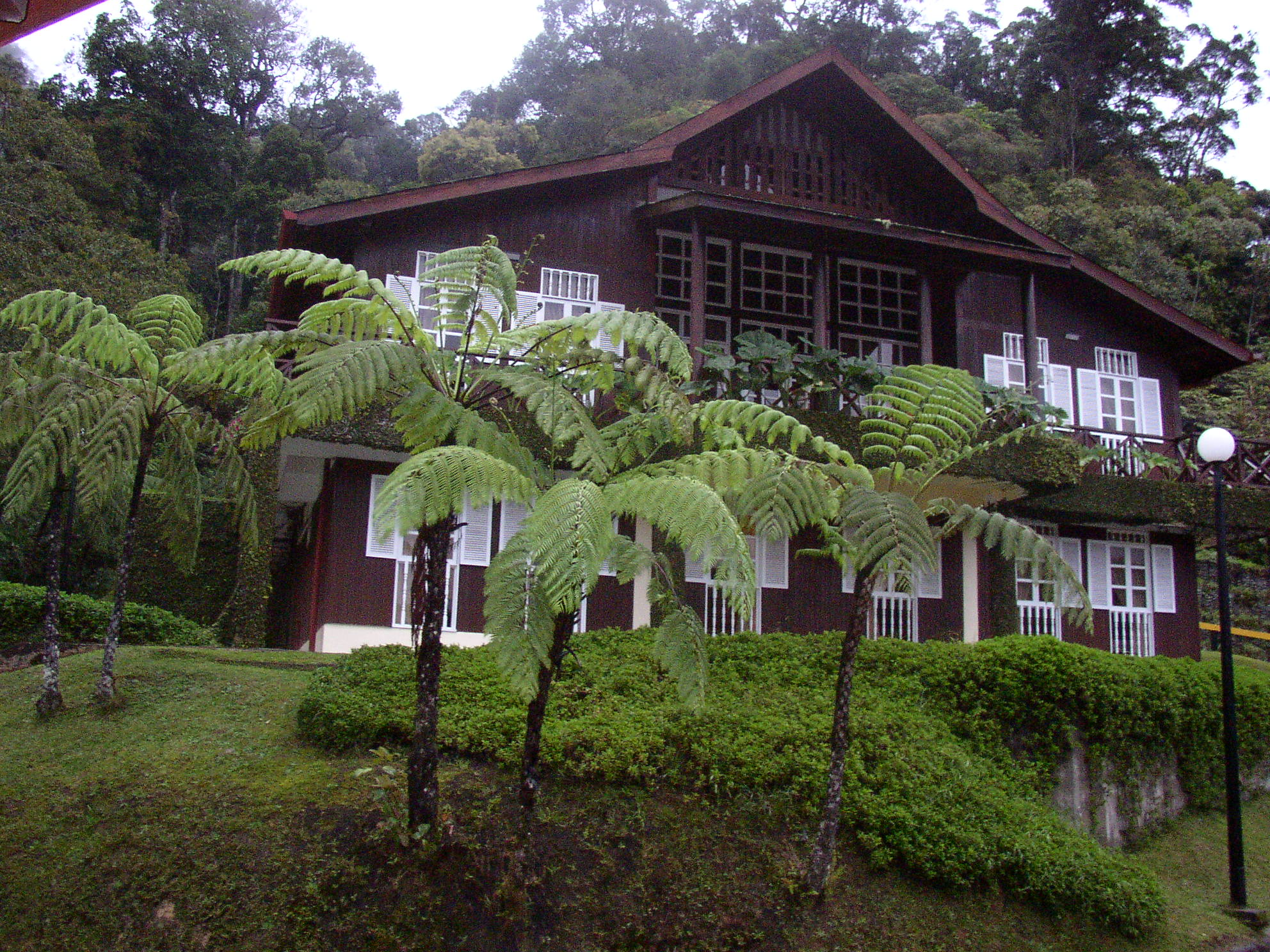
Поселення Раджа Лодж з деревоподібною папороттю на передньому плані

Цей парк знаходиться у віданні організації «Парки Сабаг». У парку є місця для відпочинку у вигляді шале, в основному навколо штаб-квартири. Бронювання готелів та гідів для альпіністів відбувається через приватну компанію Сутера Санкчуарі Лоджес (також відому як Сутера Харбор). Кожна людина, яка бажає піднятися на гору, повинна робити це у супроводі кваліфікованого гіда, зупинятися принаймні на одну ніч у їх готелі біля входу і т. д.
Гірська стежка на вершину починається з Тімпохону. Існує і альтернативний маршрут під назвою «Стежка Месілау».
Примітною особливістю парку є буерак Лоу. Це яр глибиною 1,6 км і протяжністю 10 кілометрів на схилі піку Кінабалу.

## Екологія

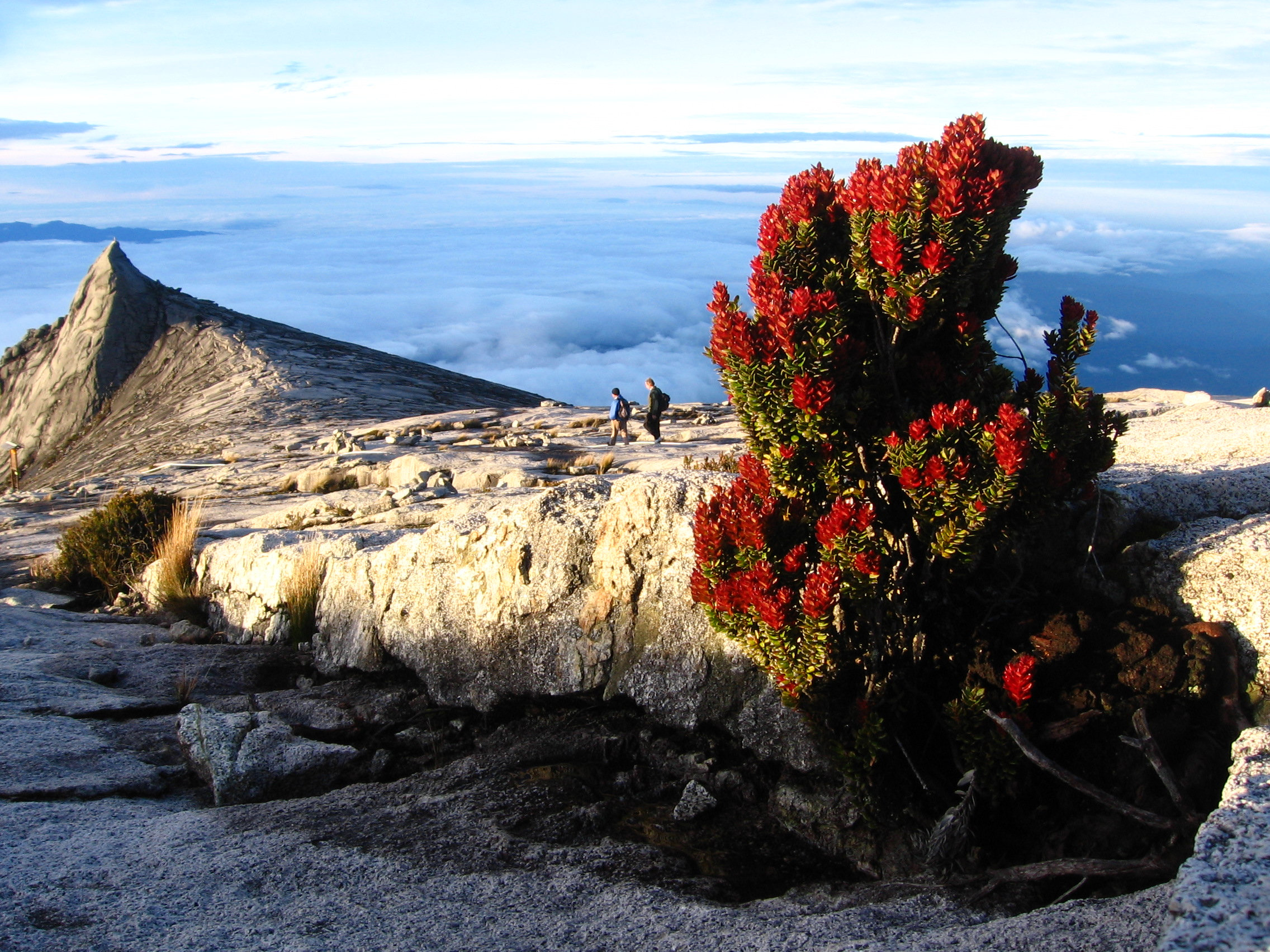
Рослинність на плато на вершині гори Кінабалу

Ця ботанічна ділянка має різноманітність флори і фауни у 4-х кліматичних зонах; починаючи з насичених рівнинних діптерокарпових лісів, через гірські дуби, рододендрони, через хвойні ліси, до альпійських лучних рослин і хирлявих чагарників зони вершини. Гора також відома своїми численними видами хижих рослин і орхідей, в першу чергу Nepenthes rajah.
Він також є домівкою для багатьох ендемічних видів тварин, включаючи гігантську червону п'явку Кінабалу і гігантського черв'яка Кінабалу. Парк також дає притулок безлічі птахів, комах, ссавців, амфібій і рептилій.
Гора Кінабалу є однією з наймолодших невулканічних гір у світі. Вона була сформована протягом останніх 10-35 мільйонів років. Гора досі росте зі швидкістю 5 міліметрів в рік.